# Live Corruption
Live Corruption è un album dal vivo del gruppo grindcore britannico Napalm Death, pubblicato nel 1992.

## Tracce
1. Intro – 4:33
2. Unchallenged Hate – 2:15
3. Life? – 1:13
4. The Kill – 0:46
5. Scum – 3:02
6. If The Truth Be Known – 4:37
7. Lucid Fairytale – 1:31
8. Control – 1:54
9. Walls Of Confinement – 3:11
10. Malicious Intent – 3:56
11. Social Sterility – 1:24
12. Suffer The Children – 4:17
13. From Enslavement To Obliteration – 1:57
14. Dead / Practice What You Preach – 2:26
15. Mentally Murdered – 2:41
16. Extremity Retained – 4:52
17. Mind Snare – 4:04
18. Success? – 1:46
19. Rise Above – 2:51

## Formazione
- Mark "Barney" Greenway – voce
- Mitch Harris – chitarra
- Jesse Pintado – chitarra
- Shane Embury – basso
- Mick Harris – batteria